# Ivan Krastev

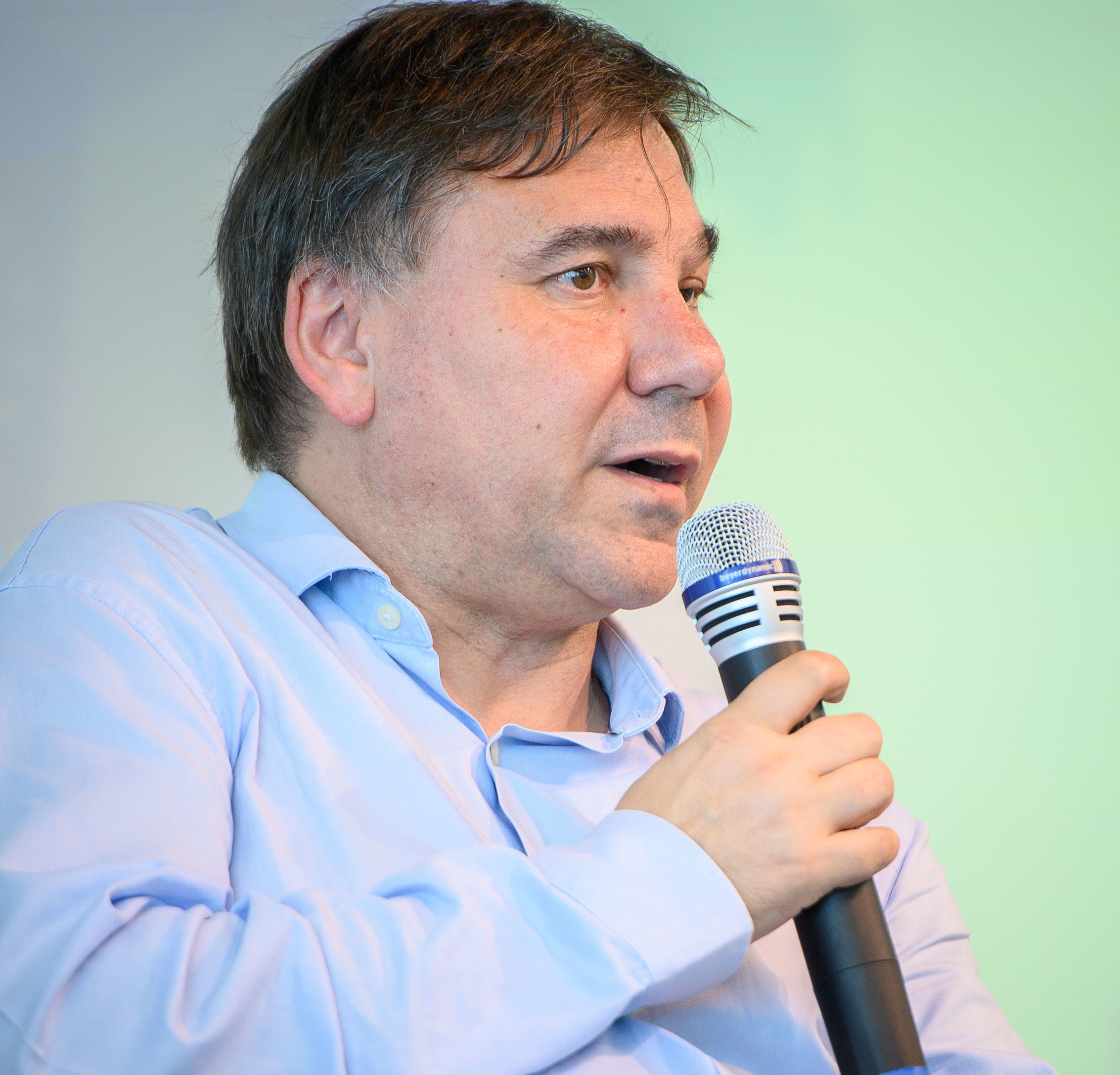
Ivan Krastev (2019)

Ivan Jotov Krastev (bulgarisch Иван Йотов Кръстев; geboren 1. Januar 1965 in Lukowit) ist ein bulgarischer Politologe und Politikberater. Er ist Permanent Fellow am Institut für die Wissenschaften vom Menschen in Wien.

## Leben
Ivan Krastev arbeitete nach dem Zerfall des Ostblocks und den Regierungswechseln oder Revolutionen in seinen Mitgliedsländern unter anderem in Budapest an der Central European University. Krastev ist Leiter des Centre for Liberal Strategies in Sofia und Fellow am Institut für die Wissenschaften vom Menschen (IWM) in Wien, wo er den Schwerpunkt Die Zukunft der Demokratie leitet. Er publizierte für dessen Zeitschrift Transit. Europäische Revue. Er ist auch Mitglied des Kuratoriums der Erste Stiftung (österreichische Sparkassen-Privatstiftung) in Wien.
Krastev gehörte zum Gründerkreis der Denkfabrik European Council on Foreign Relations und arbeitete auch bei den Denkfabriken Center for European Policy Analysis und Friends of Europe.
Von 2004 bis 2006 war Krastev Mitglied in der von Giuliano Amato geleiteten Internationalen Balkan-Kommission. Von 2005 bis 2011 war er Mitglied im Beirat des International Institute for Strategic Studies. In den Jahren 2013, 2014 und 2016 war er Fellow bei der Robert Bosch Stiftung in Berlin.
Seit 2015 schreibt er regelmäßig Analysen für die internationale Ausgabe der New York Times.
Krastev erhielt den Jean-Améry-Preis für europäische Essayistik 2020.

## After Europe
Krastev schrieb 2017 in seinem politisch-zeitgeschichtlichen Hauptwerk After Europe: „Die Flüchtlingskrise erwies sich als das 9/11 Europas.“ („The refugee crisis turned out to be Europe’s 9/11.“) Die Öffnung der Grenzen insbesondere für arabische und afrikanische Flüchtlinge durch die deutsche Bundesregierung 2015 habe zu einer neuen Ost-West-Spaltung geführt, welche, parallel zur Nord-Süd-Spaltung, den europäischen Kontinent politisch zu zerreißen drohe. Die Verantwortung hierfür wies er einer Elite zu, die sich von den Wünschen und Einstellungen der Mehrheitsgesellschaft – vor allem in Migrationsfragen – abgekoppelt habe. Politik, Wirtschaft und Zivilgesellschaft seien aus unterschiedlichen Gründen kaum mehr in der Lage oder willens, einzugestehen, dass unkontrollierte Zuwanderung zu ökonomischen und kulturellen Konflikten führe. Krastev attestierte den Deutschen das Bedürfnis, sich durch einen vor den Augen der gesamten Welt zur Schau gestellten Kosmopolitismus von den Fesseln der eigenen Vergangenheit lösen zu wollen; dagegen sei der Wunsch der meisten Osteuropäer nach nationaler Souveränität und kultureller Homogenität eine Abwehrreaktion auf die von der Sowjetunion betriebene Politik des Internationalismus. Nur ein Europa der Nationen habe die Möglichkeit auf Bestand, kein zentralisiertes europäisches Imperium.
Krastev, der Wladimir Putin kennt, äußerte sich im März 2022 im Magazin Der Spiegel „über die Einsamkeit des Autokraten, über dessen völkisches Denken und den Schuldkomplex eines ehemaligen KGB-Agenten“.

## Schriften (Auswahl)
- Shifting Obsessions: Three Essays on the Politics of Anticorruption. CEU Press, Budapest 2004.
- Mit Alan McPherson (Hrsg.): The Anti-American Century. CEU Press, Budapest 2007.
- Europe's Democracy Paradox. In: The American Interest, März/April 2012.
- In Mistrust We Trust: Can Democracy Survive When We Don't Trust Our Leaders? TED books, 2013.
- Democracy Disrupted. University of Pennsylvania Press, 2014.
- After Europe. Penn University Press, 2017. ISBN 978-0-812-24943-9.
  - Deutsche Ausgabe: Europadämmerung. Ein Essay. Übersetzt von Michael Bischoff. Suhrkamp Berlin, Berlin 2017, ISBN 978-3-518-12712-4.
- Mit Stephen Holmes: The Light that Failed. A Reckoning. Penguin Books, London 2019, ISBN 978-0-241-34570-2.
  - Deutsche Ausgabe: Das Licht, das erlosch. Eine Abrechnung. Aus dem Englischen übersetzt von Karin Schuler. Ullstein, Berlin 2019, ISBN 3-550-05069-0.
- Ist heute schon morgen? Wie die Pandemie Europa verändert. Aus dem Englischen übersetzt von Karin Schuler. Ullstein, Berlin 2020, ISBN 978-3-550-20126-4.